# 320 هـ
320 هـ هي سنة في التقويم الهجري امتدت مقابلةً في التقويم الميلادي بين سنتي 932 و933.

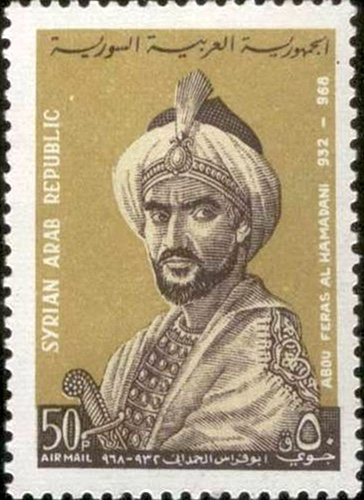
أبو فراس الحمداني

## ولادات
- أبو فراس الحمداني
- عبد الكريم الطائع لله

## وفيات
- أبو بكر محمد بن الخياط
- أبو عمرو الدمشقي
- ابن الفرغاني
- الحسين بن خيران
- الحكيم الترمذي
- أبو الفضل جعفر المقتدر بالله
- ابن جوصا